# Bechloul
Bechloul (în arabă بشلول) este o comună din provincia Bouira, Algeria.
Populația comunei este de 11.775 de locuitori (2008).